# Olga Knipper
Olga Leonárdovna Knipper-Chéjova (en ruso: Ольга Леонардовна Книппер-Чехова; el 9 de septiembre de 1868 en Glázov - 22 de marzo de 1959 en Moscú) fue una actriz rusa. Tras casarse con Antón Chéjov en 1901, añadió el apellido del escritor al suyo paterno pasando a llamarse Olga Knipper-Chéjova.
Olga Knipper fue uno de los 39 miembros del Teatro de Arte de Moscú cuando Konstantín Stanislavski la formó en 1898. Hizo el papel de Arkádina en La Gaviota (1898), y fue la primera persona en protagonizar Masha en Tres hermanas (1901) y Madame Ranévskaya en El jardín de los cerezos (1904). Knipper se casó con Antón Chéjov, el autor de estas piezas, en 1901. Knipper-Chéjova encabezó el cartel de Un mes en el campo (1909), de Iván Turguénev, junto a Konstantín Stanislavski e hizo el papel de Ranévskaya de nuevo en 1943 para celebrar la tricentésima representación de El jardín de los cerezos. La actriz alemana Olga Chéjova fue su sobrina y el compositor soviético Lev Knipper fue su sobrino.

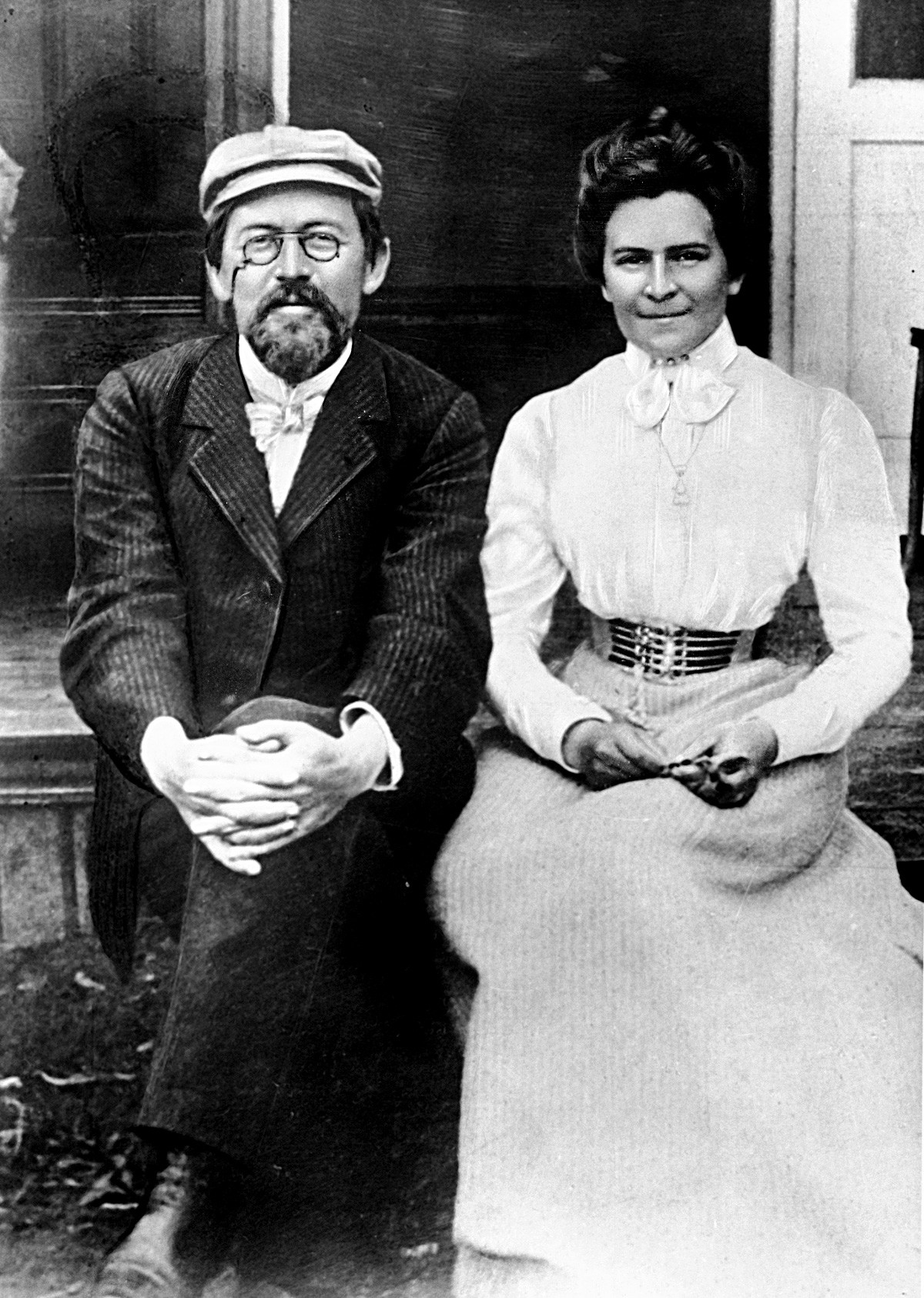
Chéjov y Olga en 1901, durante la luna de miel.